# Cándido García
Cándido Carlos García (ur. 2 grudnia 1895, zm. 22 kwietnia 1971) – argentyński piłkarz, grający podczas kariery na pozycji pomocnika.

## Kariera klubowa
Cándido García podczas piłkarskiej kariery w latach 1913–1927 występował w River Plate. Ogółem w barwach River Plate rozegrał 364 meczów, w których strzelił 42 bramki.

## Kariera reprezentacyjna
W reprezentacji Argentyny García występował w latach 1915–1923. W reprezentacji zadebiutował 18 lipca 1915 w wygranym 3-2 meczu z Urugwajem, którego stawką było Gran Premio de Honor Uruguayo. W 1916 wystąpił w pierwszych oficjalnych Mistrzostwach Ameryki Południowej. Na turnieju w Argentynie był rezerwowym i nie wystąpił w żadnym meczu.
Ostatni raz w reprezentacji wystąpił 28 lipca 1918 w przegranym 1-3 meczu z Urugwajem, którego stawką było Gran Premio de Honor Uruguayo. Było to udane pożegnanie, gdyż Garcia w 23 min. zdobył jedyną bramkę dla Argentyny.
Ogółem w barwach albicelestes wystąpił w 5 meczach, w których zdobył bramkę.
| Mecze i gole w reprezentacji | Mecze i gole w reprezentacji | Mecze i gole w reprezentacji | Mecze i gole w reprezentacji | Mecze i gole w reprezentacji | Mecze i gole w reprezentacji | Mecze i gole w reprezentacji |
| #                            | Data                         | Miasto                       | Przeciwnik                   | Gol                          | Wynik                        | Rozgrywki                    |
| ---------------------------- | ---------------------------- | ---------------------------- | ---------------------------- | ---------------------------- | ---------------------------- | ---------------------------- |
| 1.                           | 18.07.1915                   | Montevideo                   | Urugwaj                      |                              | 3:2                          | Gran Premio                  |
| 2.                           | 15.08.1915                   | Buenos Aires                 | Urugwaj                      |                              | 2:1                          | Copa Lipton                  |
| 3.                           | 12.09.1915                   | Montevideo                   | Urugwaj                      |                              | 0:2                          | Copa Newton                  |
| 4.                           | 01.10.1916                   | Avellaneda                   | Urugwaj                      |                              | 7:2                          | towarzyski                   |
| 5.                           | 28.07.1918                   | Montevideo                   | Urugwaj                      | Gol                          | 1:3                          | Gran Premio                  |